# ジェーン・ワイラー
ジェーン・ワイラー（Jane Weiller、1912年4月25日 – 1989年6月7日）は、アメリカ合衆国のアマチュア女子ゴルファー。 1932年、後にLPGAによってメジャー選手権として遡って認定された女子ウェスタンオープンで優勝。結婚後はローレンス・セルツ夫人の名でプレーした。また、シカゴ地区女子ゴルフ協会選手権で、1931年、1944年、1961年の3回優勝している。

## メジャー選手権

### 優勝 (1回)
| 年     | 選手権                 | 優勝スコア | 2位の選手               |
| ------ | ---------------------- | ---------- | ----------------------- |
| 1932年 | 女子ウェスタンオープン | 5 & 4      | ジューン・ビーブ (アマ) |